# قيطم ويتي
قيطم ويتي (الاسم العلمي: Xenopus wittei ) (بالإنجليزية: Witte's clawed frog)‏ هو نوع من البرمائيات يتبع جنس القيطم من فصيلة الضفادع عديمة اللسان.